# Яненко-Хмельницкий, Павел Янович
Павел Янович Яненко-Хмельницкий (Павел Яненко, Павел Янович Хмельницкий; ? — ранее 1687) — киевский, паволочский и уманский полковник  Войска Запорожского, племянник Богдана Хмельницкого и двоюродный брат Юрия Хмельницкого. Тесть Петра Дорошенко.

## Биография
Павел Яненко-Хмельницкий происходил из любечской шляхты. В Зборовском реестре Войска Запорожского 1649 года записан как войсковой товарищ. Сотник киевской полковой сотни в 1650-1654 годах.
В 1650 году участвовал в посольстве Богдана Хмельницкого к турецкому султану, в 1651 году в посольстве к Василию Лупула. В 1653 году ездил в Сучаву за телом погибщего Тимоша Хмельницкого. В октябре 1653 года стал наказным киевским полковником, а после Переяславской рады - полным полковником киевским. 2 февраля 1654 года Павел Янович, за невыполнение приказа гетмана Хмельницкого, убил прежнего киевского полковника Евтуха Пещенко.
В гетманство Ивана Выговского в августе 1658 года принимал участие в осаде Киева. Позже стал сторонником Юрия Хмельницкого и в 1660 году ездил с посольством в Москву. Вместе с Хмельницким перешёл на польскую сторону после Слободищенской битвы. Служил у Павла Тетери и Петра Дорошенко. В декабре 1663 года, во время королевского похода на Левобережье, был паволочским полковником одновременно с Иваном Богуном. В 1667 году был полковником уманским. После падения Дорошенко, Павел Янович перешёл на Левобережье.
Позже ушёл на службу к Юрию Хмельницкому. В 1678 году по поручению Юрия, вместе с татарами, разорил город Канев и захватил города Мошны, Корсунь и Жаботин. В начале 1679 года Павел Янович оставил Хмельницкого и провозгласил себя правобережным гетманом. Когда против него выступил гетман Иван Самойлович, Яненко-Хмельницкий отступил в Черкассы, но скоро был выбит и оттуда. Вскоре на Днепре, потерпел поражение от наказного стародубского полковника Семёна Скоропадского и утратил гетманство.